# Bataille de Masaka
La bataille de Masaka (Kiswahili : Mapigano ya Masaka) est une bataille de la guerre ougando-tanzanienne qui se déroule du 23 février au 24 février 1979 dans la ville de Masaka, en Ouganda. À la suite d'un bombardement, la plupart des forces gouvernementales ougandaises prennent la fuite et les forces rebelles tanzaniennes et ougandaises prennent possession de la ville.
Le colonel Idi Amin prend le pouvoir lors d'un coup d'État militaire en Ouganda en 1971 et établit une dictature brutale. Sept ans plus tard, il tente d'envahir la Tanzanie par le sud avec l'invasion de Kagera (en). Les troupes ougandaises occupent le saillant de Kagera, assassinent des civils locaux et détruisent des biens. L'attaque est repoussée et le président tanzanien Julius Nyerere ordonne à ses forces d'avancer dans le sud de l'Ouganda dans le but de capturer les villes de Masaka et Mbarara.
Après une planification minutieuse, les Forces de défense du peuple tanzanien traversent la frontière en janvier 1979 et se déplacent progressivement vers le nord. Masaka est tenue par plusieurs milliers de soldats ougandais, dont le « bataillon Suicide ». Ils souffrent d'un moral bas et de divisions internes. Le TPDF encercle la ville sur trois côtés et le 23 février, après avoir repoussé plusieurs attaques ougandaises, l'armée tanzanienne lance un barrage d'artillerie, se concentrant sur la caserne du bataillon suicide. Plusieurs unités ougandaises se replient sur Lukaya, laissant le bataillon suicide seul pour défendre Masaka. Les 201e et 208e brigades de la TPDF attaquent à l'aube. Un bataillon de rebelles ougandais et la 207e brigade - renforcés par un escadron de chars - s'installent dans la ville. Le bataillon suicide se retire vers le village de Villa Maria (en) et, mis à part une opposition au camp de Kasijagirwa, le TPDF s'empare de la ville avec une résistance minimale. Pour se venger des dégâts causés par les Ougandais à Kagera, le TPDF rase une grande partie de Masaka. La perte de la ville nuit gravement au moral des forces ougandaises et trouble les commandants ougandais. Amin ordonne une contre-attaque et perd à nouveau au cours de la bataille de Lukaya. Sa promesse de se venger des civils locaux pour avoir accueilli l'invasion contribue en partie à la décision de Nyerere d'attaquer Kampala. Une grande partie de Masaka a ensuite été reconstruite.

## Contexte
En 1971, Idi Amin Dada destitue Milton Obote au cours d'un coup d'État et prend la tête de l'Ouganda, ce qui complique les relations avec la Tanzanie. Le président tanzanien Julius Nyerere est un proche d'Obote, à la fois personnellement et par ses politiques socialistes. Nyerere refuse de reconnaître le nouveau gouvernement et offre l'asile à Obote et à ses soutiens. Il soutient une tentative d'invasion de l'Ouganda de 1972 par Obote, et après quelques combats aux frontières, Amin et lui signent une trêve. Leurs relations restent tendues, et Amin menace plusieurs fois d'envahir la Tanzanie.
En janvier 1979, les Forces de défense du peuple tanzanien (TPDF) saisissent la ville frontalière ougandaise de Mutukula (en) dans la bataille de Mutukula (en). Le TPDF détruit des maisons au bulldozer dans la localité et assassine des civils locaux pour venger la destruction de Kagera. Nyerere ordonne ensuite à ses troupes de s'abstenir de porter atteinte à la vie et aux biens des civils à l'avenir.
De nombreux acteurs internationaux sont favorables à la position tanzanienne, mais de nombreux États africains et l'Organisation de l'unité africaine (OUA) encouragent le président tanzanien Julius Nyerere à ne pas agir au-delà de la défense de son territoire. Il dit n'avoir à l'origine aucune intention d'étendre la guerre, mais avec Amin refusant de renoncer à ses revendications sur le territoire tanzanien et le peu de critiques de l'OUA de l'invasion de Kagera, il décide que les forces tanzaniennes devraient occuper le sud de l'Ouganda.

## Préparations
Les deux principales villes du sud de l'Ouganda sont Masaka et Mbarara. Masaka est la troisième plus grande ville du pays et le site du quartier général sud de l'armée ougandaise (en). Les Tanzaniens décident de s'en emparer pour se venger des ravages causés par les troupes ougandaises dans leur pays et pour inciter à la rébellion. Obote a assuré à Nyerere que si les localités étaient prises, un soulèvement de masse aurait lieu contre le régime d'Amin, le renversant en quelques semaines et permettant aux Tanzaniens de sortir de la guerre. Obote est également certain que l'armée ougandaise se désintégrera si Masaka tombe. Les Tanzaniens commencent à planifier soigneusement une offensive sur les deux villes. Le général de division David Musuguri est nommé commandant de la 20e division des TPDF et chargé de superviser l'avancée en Ouganda. On espère à l'origine que les rebelles ougandais pourront mener l'attaque, mais ils ne sont qu'un millier, et les Tanzaniens finissent par mener l'opération. Entre les positions des TPDF et Masaka se trouve une série d'emplacements occupés par les troupes ougandaises qui doivent être dégagés, y compris une piste d'atterrissage et diverses batteries d'artillerie. Les 201e, 207e et 208e brigades reçoivent l'ordre de dégager la voie. Ils avancent, tuant des dizaines de soldats ougandais, détruisant de grandes quantités de leur matériel et s'emparant de la piste d'atterrissage lors de la bataille de Simba Hills (en) le 13 février.
Pendant ce temps, Amin affirme que les forces tanzaniennes et les mercenaires se sont emparés d'une grande partie du territoire ougandais. Face aux questions de la communauté internationale, la Tanzanie insiste sur le fait que ses troupes n'ont occupé que des terres juste au-delà de la frontière ougandaise. Les diplomates tanzaniens répète la proclamation de Nyerere selon laquelle « la Tanzanie ne désire pas un pouce de territoire ougandais », mais éludent les questions plus précises sur les mouvements de leurs troupes. Après que 24 Tanzaniens ont été tués dans une embuscade au lac Nakivale dans la bataille de Gayaza Hills (en), les TPDF ralentissent leur offensive. Ils délogent la garnison de Kalisizo (en), une ville à 28 kilomètres au sud de Masaka, infligeant de lourdes pertes et une forte baisse de moral. Anticipant le conflit, la plupart de la population civile, y compris le maire, fuit la ville. Les civils sont pour la plupart partis par peur de la garnison de Masaka, car l'armée ougandaise est connue pour son harcèlement des civils. À la recommandation d'un diplomate indien, la communauté sud-asiatique de la municipalité évacue les lieux.
Les commandants tanzaniens formulent leur plan d'attaque final pour Masaka après avoir pris Kiziba. La taille exacte de la garnison de Masaka est inconnue des Tanzaniens, mais on suppose à l'époque qu'elle se compte par milliers. La garnison était commandée par le brigadier Isaac Maliyamungu (en) et comprend le bataillon suicide, considéré comme l'une des meilleures unités de l'armée ougandaise. Néanmoins, l'armée ougandaise en général manque de discipline et est affectée par des divisions internes, réduisant son efficacité au combat. Le lieutenant-colonel Bernard Rwehururu (en), le commandant du bataillon suicide, soupçonne qu'après la chute de Kalisizo, Masaka sera attaqué. Convenant que la ville ne devait pas être abandonnée, les commandants élaborent des plans dans lesquels les troupes doivent occuper des emplacements spécifiques. Le bataillon suicide doit défendre Masaka en se plaçant sur les routes vers Mutukula, Mbarara et Bukakata-Nyendo et sur la colline qui porte l'antenne de télévision locale. Des soldats du bataillon Chui et de la première brigade d'infanterie sont affectés aux collines de Kitovu et de Buwala. Selon le journaliste Faustin Mugabe, la garnison de Masaka comprend également des policiers enrôlés dans l'armée ougandaise.

## Bataille
Après leur victoire à Kalisizo, les Tanzaniens sont en bonne position pour poursuivre leur avance, mais au lieu de cela, ils s'arrêtent pour se regrouper. Ils encerclent Masaka sur trois côtés, mais reçoivent l'ordre de ne pas avancer, car une réunion de l'OUA a été convoquée à Nairobi pour tenter de fournir une médiation entre les belligérants. Amin déclare à tort que Masaka est tombée le 22 février. Des exilés politiques ougandais vantards à Nairobi répètent cette affirmation, qui est rapportée par la presse internationale. Maliyamungu y voit une opportunité pour une contre-attaque, et ses troupes avancent contre les positions tanzaniennes le 23 février. Les TPDF repoussent facilement les assauts mais ne sont toujours pas autorisés à attaquer la ville. Ils s'installent donc et braquent leurs canons sur Masaka. Les 201e, 205e et 207e brigades se déplacent vers la périphérie de la ville, tandis qu'une colonne de rebelles sous le commandement du lieutenant-colonel David Oyite-Ojok avance dans la région.
La veille du 24 février, les TPDF lancent un important bombardement nocturne de Masaka, concentrant leurs tirs sur la caserne du bataillon suicide. Ils tirent près de 1 000 obus. Le centre-ville est touché par des roquettes Katioucha "Saba Saba". Les troupes ougandaises de la caserne ne sont pas dans leurs positions défensives au moment du début de l'attaque, et elles se retirent vers la colline de Boma. Estimant que les positions des collines leur offrent une couverture suffisante pour une extension de leur déploiement, certains des soldats se déplacent vers un champ d'ananas dans la vallée de Masaka et creusent des tranchées. À ce moment-là, de sérieuses divisions sont apparues à la fois parmi les soldats et les officiers au sujet de la défense de la ville. Selon Rwehururu, de nombreux soldats estiment que toute la guerre a été déclenchée par le bataillon suicide et pensent donc que Masaka doit être uniquement défendue par cette unité. Les officiers soudanais, congolais et originaires du Nil occidental estiment que le conflit a peu d'impact sur leurs lieux d'origine et ne sont pas motivés à se battre. En partie à cause des tensions internes, la première brigade d'infanterie et le bataillon Chui se retirent rapidement à Lukaya.
Sous la direction de Musuguri, les 201e et 208e brigades de la TPDF attaquent à l'aube. Leur assaut se concentre sur Kitovu, Nyendo et le champ d'ananas, avant de se concentrer sur Makasa proprement dit. La 207e brigade du brigadier John Walden, équipée d'un escadron de chars, attaque depuis Mutukula. En infériorité numérique, le bataillon suicide se retire au-dessus d'un marais jusqu'à la route de Villa Maria. La retraite devient une vraie débandade et les commandants n'ont aucun contrôle de l'armée. Le journaliste du New York Times John Darnton soutient plus tard que le bataillon suicide s'est de facto rebellé pendant la bataille. Le bataillon suicide prend finalement position sur la colline de Villa Maria, d'où il regarde les Tanzaniens entrer dans Masaka. Les TPDF prennent la ville avec un minimum de difficulté, constatant que la plupart des soldats et civils ougandais sont déjà partis. Les quelques civils qui sont restés accueillent les Tanzaniens comme des libérateurs. Les Tanzaniens rencontrent une résistance plus importante au camp de Kasijagirwa, mais l'emportent avec l'aide d'artillerie et de roquettes Katioucha. Amin affirme que la guérilla palestinienne a aidé à la défense de la ville. Un bataillon de rebelles ougandais prend l'aérodrome de Buchulo, puis détruit la mairie de Masaka et le poste de police local, qui sont utilisés comme entrepôts de munitions. Les Tanzaniens disent avoir reçu l'ordre de détruire la ville pour se venger des dégâts causés par les Ougandais à Kagera et rasent les structures non endommagées par le bombardement, ce qui contredit les ordres précédents de Nyerere. Dans l'après-midi, une grande partie de Masaka a été rasée par des explosifs. Le bâtiment de la succursale locale de l'Uganda Commercial Bank (en) est détruit, ce qui entraîne un déficit de l'institution pour l'année, tout comme le siège administratif du district de Masaka, le Chief Magistrates Court, l'hôtel Tropic Inn, les bureaux du gouverneur régional, le bureau de poste, l'hôpital, et le parc pour enfants de Masaka. Des maisons sont pillées. Le 21e bataillon de la 205e brigade des TPDF est déployé à Mbirizi pour empêcher tout renfort ougandais d'arriver de Mbarara.

## Conséquences

### Conséquences sur la guerre
Selon Rwehururu, la chute de Masaka nuit gravement au moral des forces ougandaises. Les commandants ougandais estiment que la défaite rend Kampala, la capitale, vulnérable aux attaques. Ils mobilisent des forces supplémentaires et commencent à planifier la défense de la ville. Le lendemain de la bataille, les TPDF et plusieurs dizaines de rebelles ougandais bombardent Mbarara et, après s'en être emparés, détruisent à la dynamite les bâtiments encore debout. Le bataillon suicide quitte Villa Maria et se retire encore plus loin vers le Nord. D'autres forces ougandaises se retirent à Lwera, près de Lukaya, tandis que le brigadier Maliyamungu se perd dans la brousse pendant plus d'une semaine. Enragé par l'annonce de la perte de Masaka, Amin aurait tiré un revolver et tiré six coups de feu dans le plafond.
Nyerere craint les implications internationales de la destruction de Masaka par ses troupes. Souhaitant couvrir les actions des TPDF et éventuellement inciter à une révolte dans l'armée ougandaise, il demande à Obote de rédiger un faux document soi-disant écrit par les soldats du bataillon suicide, déclarant qu'ils se sont mutinés et ont eux-mêmes libéré Masaka du contrôle d'Amin. L'attaché de presse présidentiel tanzanien Sammy Mdee est chargé de faire fuiter le document. Mdee l'envoie de son bureau de Dar es Salaam à Nairobi, prétendant qu'il provient d'un télex en Ouganda. Les journalistes de Nairobi doutent de son authenticité, mais faute d'informations claires sur la guerre, ils le publient quand même. La déclaration est également publiée dans la presse tanzanienne. Le faux document sur la mutinerie du bataillon suicide demande « aux soldats de chaque unité de suivre [leur] exemple afin d'éviter de nouvelles morts inutiles ». Bien que pas grand-monde ne croie à l'authenticité de la déclaration, dans le contexte de la confusion générale et du manque d'informations publiques sur la guerre, elle donne au gouvernement tanzanien les moyens d'esquiver les enquêtes sur les activités de ses troupes en Ouganda.
La prise de Masaka et de Mbarara perturbe les communications terrestres et aériennes à travers l'Afrique de l'Est. Après la chute de Masaka, le gouvernement ougandais réquisitionne de nombreux camions rwandais dans le pays pour aider à l'effort de guerre, contribuant aux pénuries de carburant et d'autres marchandises au Rwanda. Radio Ouganda déclare à tort que Masaka avait été reprise le 28 février après d'intenses combats malgré l'annonce publique par les rebelles ougandais que la ville est sous leur contrôle. Nyerere répond en défiant Amin de laisser des observateurs internationaux se rendre à Masaka pour vérifier ses affirmations. Amin ordonne une contre-attaque, et une colonne de forces ougandaises et libyennes (ces dernières ayant été envoyées par Mouammar Kadhafi) est rassemblée à cet effet. La colonne est vaincue lors de la bataille de Lukaya. Les rebelles déclarent Masaka "territoire libéré" et installent Paulo Muwanga comme gouverneur civil provisoire de la région. Selon le guerillero Yoweri Museveni, les rebelles sous son commandement recrutent des partisans dans la région de Mbarara, mais les hommes d'Obote s'abstiennent de faire de même à Masaka de peur que les membres des tribus du sud ne leur soient pas fidèles. Museveni émet l'hypothèse que cela a terni l'opinion qu'avait Nyerere d'Obote et l'a conduit à parrainer une conférence à Moshi qui mène à l'unification de plusieurs groupes rebelles sous une seule organisation, le Front de libération nationale de l'Ouganda. Les journalistes Tony Avirgan et Martha Honey déclarent que Muwanga a tenté de recruter de nouveaux rebelles, mais que sa proximité avec Obote repousse les habitants. Le soulèvement de masse contre Amin envisagé par Obote ne se concrétise pas. Le TPDF déplace son quartier général à Masaka et il y reste jusqu'à la bataille d'Entebbe.
Nyerere prévoit initialement d'arrêter ses forces à Masaka pour permettre aux rebelles ougandais d'attaquer Kampala et de renverser Amin, car il craint que des images des troupes tanzaniennes occupant la ville ne donnent une mauvaise image de la Tanzanie sur la scène internationale. Cependant, les forces rebelles ougandaises n'ont pas les moyens de vaincre les unités libyennes arrivantes et Nyerere décide de mener les TPDF à Kampala. Les dirigeants tanzaniens sont également enclins à capturer la ville après l'annonce d'Amin que les habitants de Masaka et de Mbarara feraient face à des représailles pour avoir accueilli l'invasion tanzanienne,. La formation réussie du Front de libération nationale de l'Ouganda apaise également les inquiétudes tanzaniennes concernant les conséquences d'une prise de la capitale. Le 11 avril, la bataille de Kampala se solde par une victoire tanzanienne. Les combats dans le pays se poursuivent jusqu'au 3 juin et à la victoire complète de la Tanzanie. L'armée tanzanienne se retire de l'Ouganda en 1981.

### Conséquences sur la ville

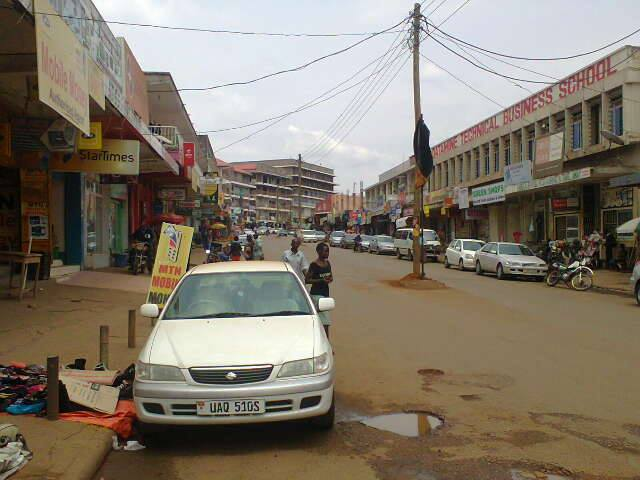
Massaka en 2014. La ville ne s'est complètement remise de sa destruction que dans les années 2010.

Le lieutenant-colonel ougandais Abdu Kisuule déclare après la guerre que la défaite des Ougandais à Masaka a été essentielle pour la suite de la guerre. La ville est très endommagée par la bataille et la plupart de la population cherche à se réfugier à Kampala après la guerre. En 1980, il ne reste que 6 000 habitants à Masaka. Le siège administratif du district de Masaka est transféré dans une résidence privée. Masaka est encore plus endommagée par les combats en 1985 pendant la guerre de brousse ougandaise. En 2002, les ruines du conflit de 1979 sont encore visibles et certains bâtiments endommagés restent abandonnés. En 2013, la plupart des points de repère endommagés sont remplacés ou en cours de réhabilitation. Les registres de la propriété municipale sont perdus lorsque la mairie a été détruite : des hommes d'affaires privatisent les terres publiques pour leur propre usage. À la suite d'une pétition du gouvernement local, en 2013, le ministère des Terres remet 23 propriétés contestées sous le contrôle municipal.
Lorsque l'Église catholique envisage de canoniser Nyerere en 2016, le président du district de Masaka, Jude Mbabali, désapprouve en rappelant que le président tanzanien aurait ordonné la destruction de Masaka et n'a apporté aucune aide à la reconstruction.